# Mariendorf (Berlin)
Mariendorf, Berlin-Mariendorf – dzielnica (Ortsteil) Berlina w okręgu administracyjnym Tempelhof-Schöneberg. Od 1 października 1920 w granicach miasta.

## Transport
Przez dzielnicę przebiega linia U6 z następującymi stacjami:
- Westphalweg
- Alt-Mariendorf.